# 水朝阳旋覆花
水朝阳旋覆花（学名：Inula helianthus-aquatilis）是菊科旋覆花属的植物，为中国的特有植物。分布在中国大陆的贵州、甘肃、四川、云南等地，生长于海拔1,200米至3,000米的地区，一般生于稻田、林中溪岸、河流旁、山坡草地、低山湿润坡地或灌丛中，目前已由人工引种栽培。

## 别名
水朝阳花（云南）、水朝阳草（植物名实图考、滇南本草）、水葵花、野葵花（云南）

## 延伸阅读
[在维基数据编辑]
 《植物名實圖考·水朝陽草》，出自吳其濬《植物名實圖考》